# Savignac-sur-Leyze
Savignac-sur-Leyze település Franciaországban, Lot-et-Garonne megyében. Lakosainak száma 317 fő (2022. január 1.). Savignac-sur-Leyze Lacaussade, Monflanquin, Saint-Aubin és Villeneuve-sur-Lot községekkel határos.

## Népesség
A település népessége az elmúlt években az alábbi módon változott:
| Lakosok száma | 232  | 223  | 273  | 268  | 317  | 318  | 302  | 304  | 305  | 317  |
|               | 1968 | 1982 | 1990 | 2006 | 2013 | 2015 | 2017 | 2019 | 2020 | 2022 |